# Michel Jaouen
Pour les articles homonymes, voir Jaouen.
Ne doit pas être confondu avec Louis Jouen.
Michel Jaouen, né le 6 octobre 1920 à Ouessant (Finistère) et mort le 7 mars 2016 à Paris 13e, est un prêtre jésuite français. 
Surnommé « le curé des mers », célèbre pour son investissement auprès de jeunes atteints par la toxicomanie, moins connu pour celui envers les délinquants juvéniles et les convalescents psychiatriques, il a inauguré une méthode inédite de réadaptation par des croisières de longue durée sur des navires à voile où la liberté était l'argument, les jeunes, volontaires, n'étant astreints à aucune obligation. 

## Biographie

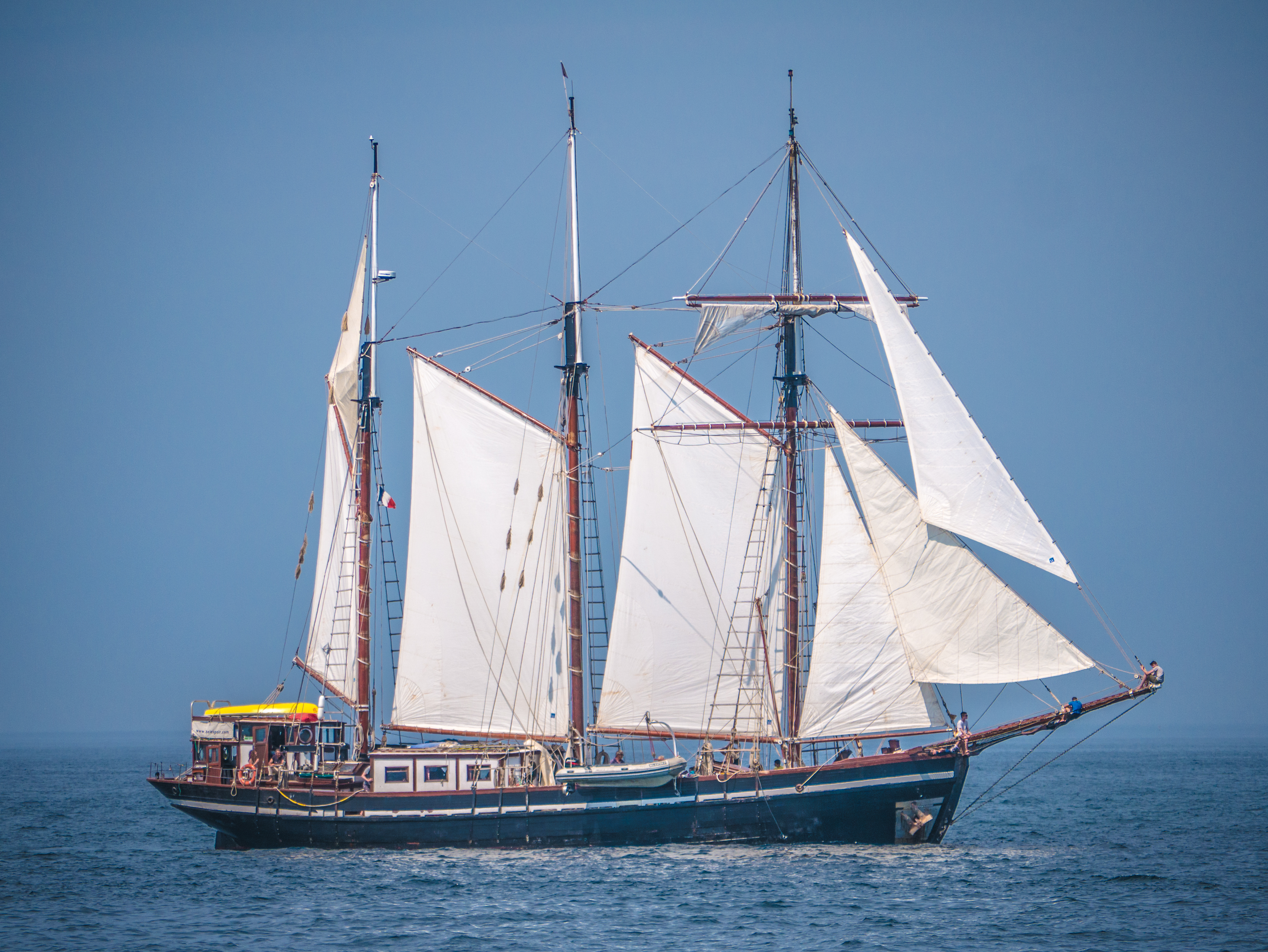
Le Bel Espoir II lors de Brest 2016.

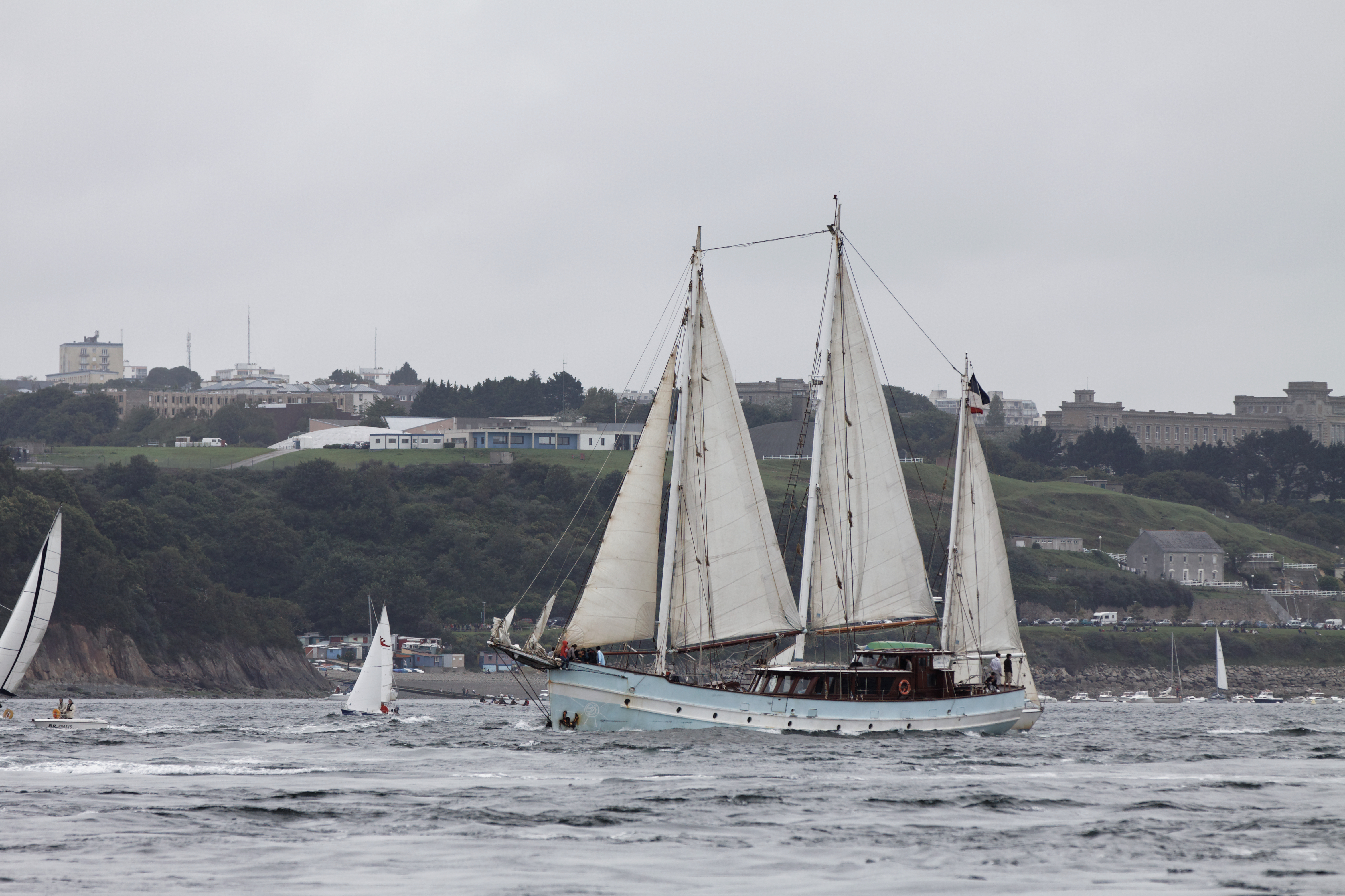
Le Rara-Avis lors des Tonnerres de Brest 2012.

Né à Ouessant dans une famille nombreuse, Michel Jaouen grandit à Kerlouan où son père exerce comme médecin.
En 1939, à 19 ans, il entre comme novice au séminaire des jésuites puis tente de fuir par mer en Angleterre avec deux de ses frères pendant la guerre. Il se prépare initialement à partir pour la Chine mais l'arrivée au pouvoir de Mao Zedong l'en empêche. Il fait son temps militaire chez les spahis.
Il est ordonné prêtre en 1951. Il est aussi professeur de mathématiques.
La même année que son ordination, il crée l'Aumônerie de la jeunesse délinquante (AJD) et espère réunir assez de fonds pour construire un bateau neuf. À défaut de pouvoir y arriver, il rachète en 1968 une goélette à trois mâts de 27,50 m, construite en 1944 au Danemark sous le nom de Peder Most. Le vieux gréement est racheté en 1955 par une organisation anglaise et est rebaptisé Prince Louis III. Lorsqu'il arrive à l'arsenal de Brest pour une restauration, le navire acquiert un troisième nom, le Bel Espoir.
Michel Jaouen meurt le 7 mars 2016 à Paris, à l'âge de 95 ans. Il est enterré dans le caveau des jésuites au cimetière de Passy.

### Ministère
Il crée l'Association Jeudi Dimanche (initialement Association de jeunes délinquants) dont l'objectif est le relayage de jeunes sortant de prison. Aumônier des mineurs pendant treize ans au centre pénitentiaire de Fresnes , il fonde à leur intention le foyer des Épinettes à Paris. 
Assisté du père Alain Maucorps, il embarque, depuis le port de Landéda, des délinquants et des toxicomanes à partir de 1968 sur les Bel Espoir I et II, puis le Rara-Avis à partir de 1973 : « J'ai beau être né à Ouessant, j'ai toujours été plus intéressé par les gens que par la mer ; le bateau et l'océan ne sont que des outils pour inviter les jeunes paumés que j'emmène à prendre leurs responsabilités, à s'autonomiser et ne pas être des assistés ». À sa mort, le nombre de jeunes qu'il a aidés est estimé à plus de 15 000.
Il est le frère du vice-amiral Hervé Jaouen.

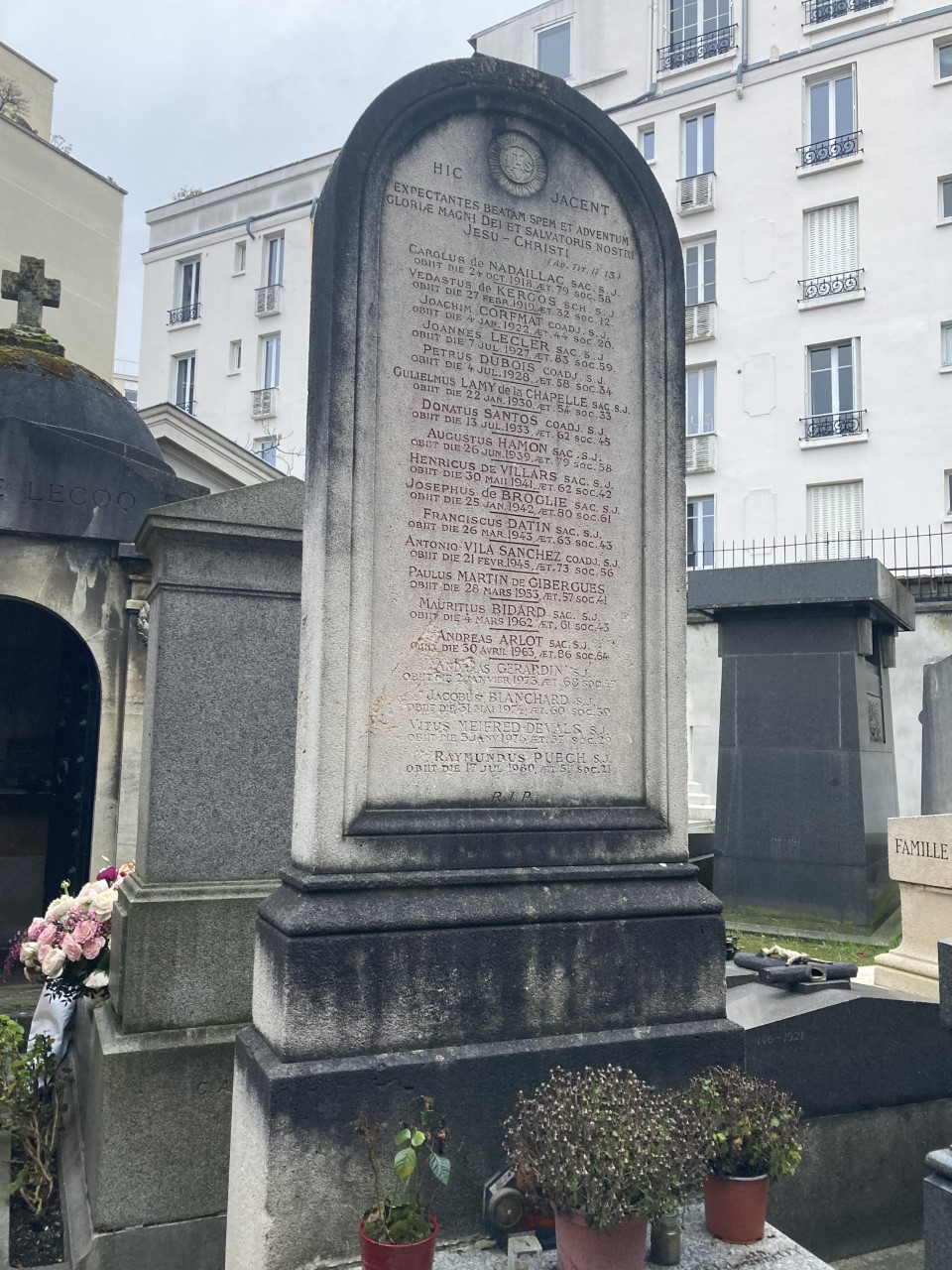
Sépulture des jésuites au cimetière de Passy.

« Faire don de soi aux autres, c'est la seule expression de foi qui compte. Tout le reste, c’est du baratin ! »

— Michel Jaouen.

## Hommages et distinctions
- L'Institut français de la mer lui décerne son prix 2007 à l'unanimité[12].
- La chanson Hasta Luego (1973) d'Hugues Aufray est dédié au père Jaouen. Le chanteur témoigne : « J'ai été touché par un article sur lui et son trois-mâts Le Bel Espoir. Dans Hasta Luego, je rends hommage à ce prêtre breton dont l'action est de redonner de l'espoir. Cet homme courageux a pour mission sur terre d'aider autrui »[13].
- Prix du conseil 2012 du Yacht Club de France[13].

## Citations
« Aimez-vous les uns les autres, avec ça vous faites le tour du monde. »

« Démerdez-vous pour être heureux car les autres ont besoin de votre bonheur ! »